# Шолохович, Фридрих Акимович
Фридрих Акимович Шолохович (5 августа 1923, Слуцк — 6 июня 2009, Екатеринбург) — профессор, заведующий кафедры математики и естественнонаучных дисциплин УрГУ в 1963—1999 годах, декан математико-механического факультета Уральского государственного университета в 1965—1968 годах, ветеран Великой Отечественной войны, воспитанник Нижнеисетского детского дома.

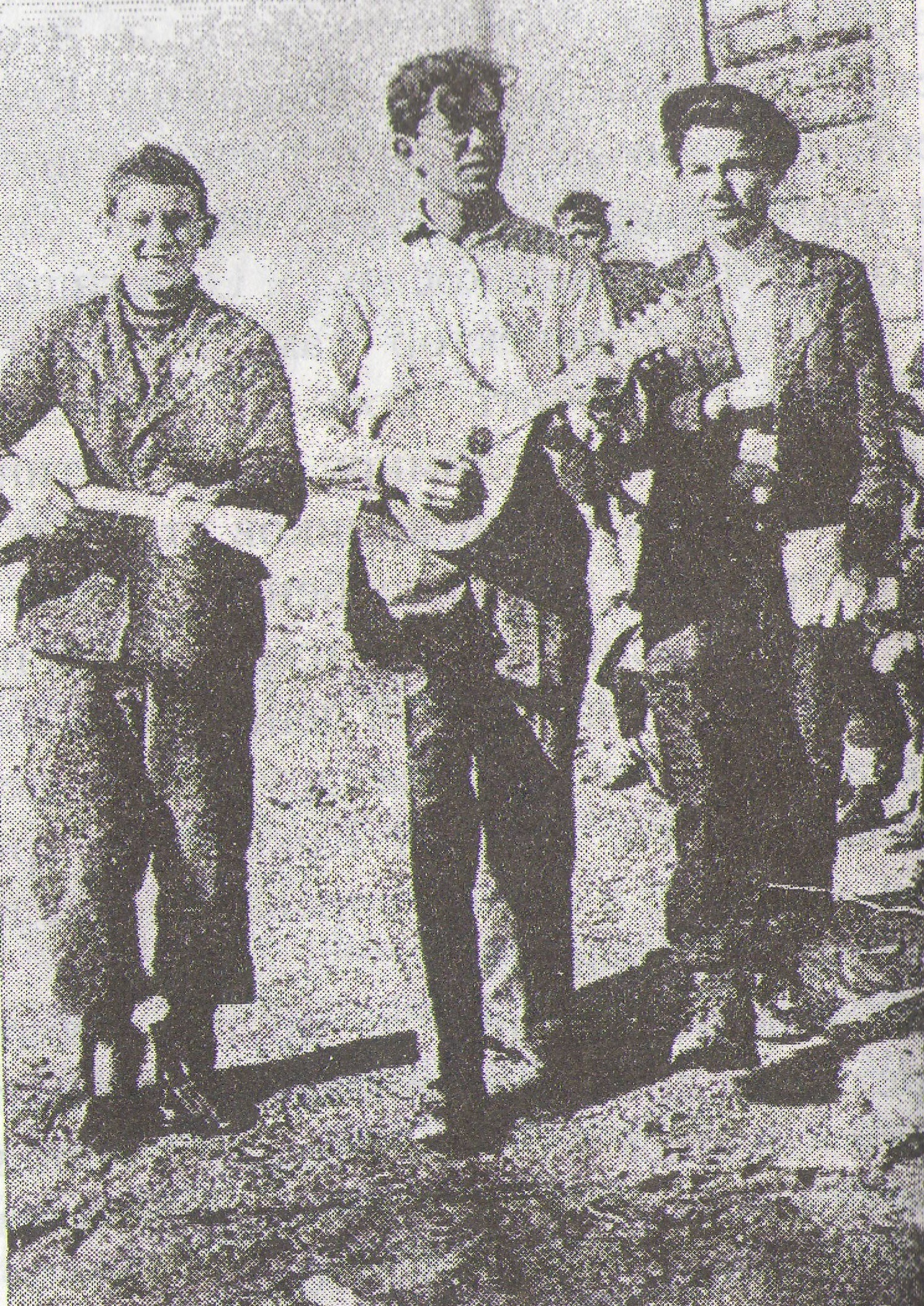
Шолохович в детдоме, 1939

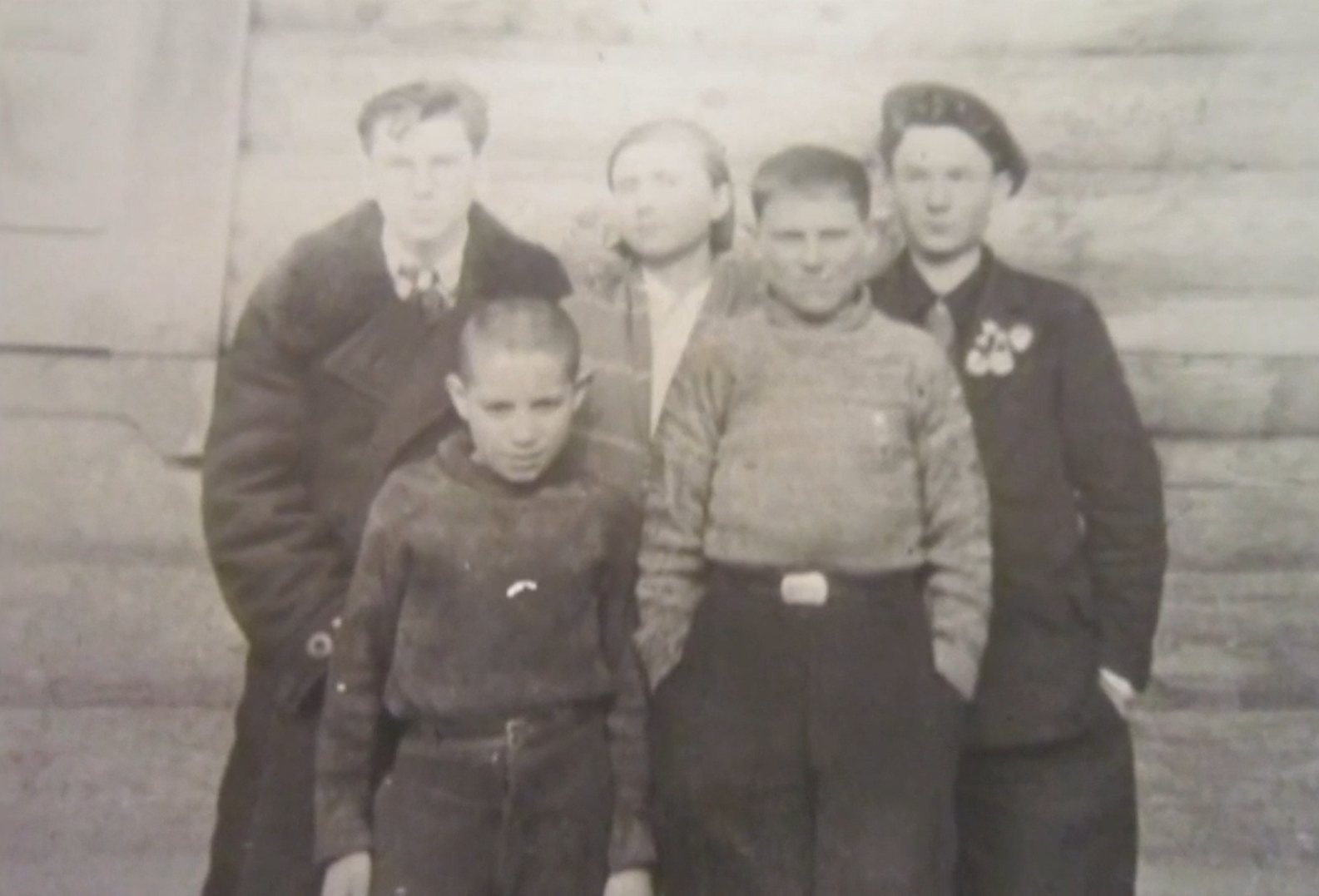
Шолохович в детдоме, 1939

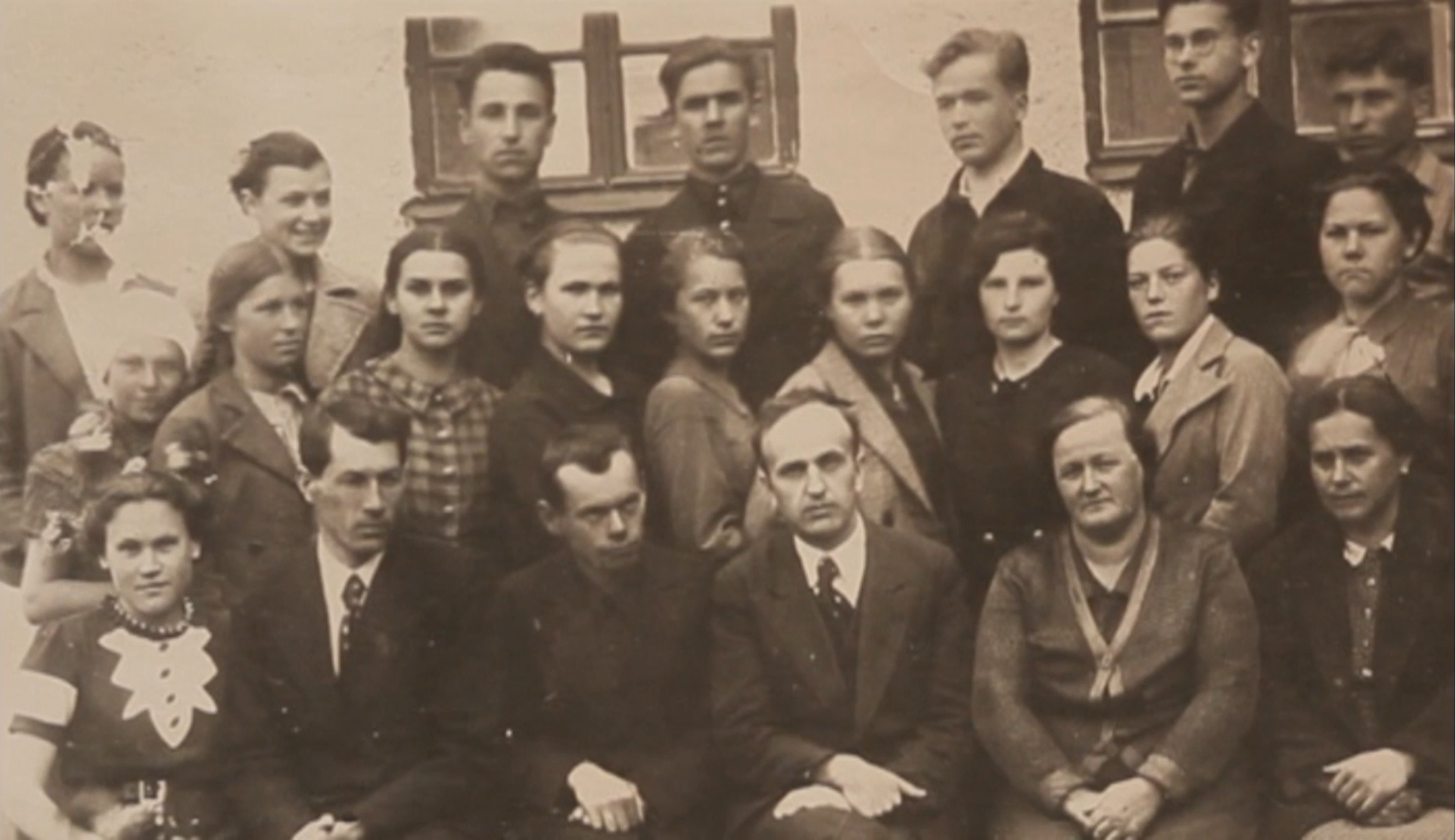
Шолохович в детдоме, 1940

## Биография
Родился 5 августа 1923 году в городе Слуцк (Белоруссия). Родителями был назван в честь Фридриха Энгельса, который и умер 5 августа. Отец Аким Абрамович Шолохович, член ВКП(б) с 1920 года, делегат 1-го Всесоюзного съезда Советов в 1922 году. Отец был партийным и государственным деятелем, его подпись в составе делегации Белоруссии стоит в утверждённом 30 декабря 1922 года договоре и декларации об образовании СССР. В 1937 году он был председателем Новосибирского совета профессиональных союзов, работал на строительстве Кузнецкого металлургического комбината. 6 сентября 1937 года отец был исключён из партии, 16 сентября арестован, расстрелян 26 октября 1938 года, через 20 лет полностью реабилитирован «в связи с вновь открывшимися обстоятельствами». Мать, домохозяйка, была арестована 25 ноября 1937 года, в марте 1938 года не в силах пережить горя, лишилась рассудка. Затем её выпустили как невиновную 9 декабря 1939 года. В 1940 году она умерла в новосибирской больнице.
Фридриха с сестрой Неллей (1930 года рождения) отправили в детприёмник НКВД. Через полтора месяца Фридриха перевели в Нейво-шайтинский детдом в 35 километрах от Алапаевска. Сестру же отправили в детдом Челябинской области. Однако старших классов при детдомовской школе не было, и восьмикласснику Фридриху оказалось негде учиться. Затем его перевили в Алапаевский детдом. Добрые люди предоставили комнату в Алапаевске и выдавали ежемесячно по 150 рублей на питание. В Алапаевск приехал Ирбитский драмтеатр с постановкой спектакля по роману Н. А. Островского «Как закалялась сталь» и труппе нужно было выбрать из местных ребят—статистов. На такую роль подошёл Фридрих. За время гастролей, он хорошо запомнил все детали инсценировки, и летом, вернувшись в детдом, уже играл Павку Корчагина, устраивал театральные представления. Летом 1938 года его перевели в Нижнеисетский детский дом, где у всех была одинаковая одежда. По воспоминаниям Фридриха Акимовича отличникам учёбы награждали какими-нибудь хорошими брюками мальчиков, а девочек — платьями. Но к детям врагов народа чувствовалось другое отношение. «Я всё время был отличником, скажем, но таких награждений не получал. Но было уважительное отношение, и никто конечно, и не тыкал нас, что мы дети врагов народа». В 1939 году был принят в комсомол. С Тухачевской Светланой они в одном классе учились, Уборевич Мира была на класс ниже, а Вета Гамарник ещё на класс ниже, по возрасту.
В 1940 году поступил на физико-математический факультет Уральского государственного университета, закончил первый курс. После того как поступил в университет в 1940 году в 18 километрах от Челябинска Фридрих отыскал свою сестру, и перевёз её в Нижнеисетский детский дом, так как её детский дом был плохим.
Пытался записать добровольцем, однако как сына врага народа его не взяли, сообщив, что он не проходит по зрению. В ноябре 1941 года Фридрих Акимович был призван в трудовую армию, попал в строительный батальон, и был отправлен на строительство Уральского алюминиевого завода.
Осенью 1942 года Ф. А. Шолохович был мобилизован в армию, в течение трёх месяцев выучился на радиста. Воевал в одной и той же части, радистом 45-й отдельного гвардейского батальона связи при 33-й гвардейской ордена Суворова Севастопольской дивизии. Воевал в Украине, Крыму, Прибалтике. 6 апреля 1945 года был тяжело ранен при штурме Кенигсберг, комиссован. Осколок прошил ему правое плечо и пять месяцев он лежал в гипсовой рубашке.
В 1946 году он восстановился на второй курс Уральского государственного университета, и окончил с отличием его в 1950 году. Когда подал заявление в аспирантуру к профессору Черникову С. Н., то секретарь партбюро университета не дала характеристику в связи с тем, что отец был расстрелян. В 1955 году он вернулся в университет, на должность ассистента, в аспирантуру. Свою педагогическую деятельность начал под руководством Е. А. Барбашина. В 1958 году, защитив диссертацию на тему «Линейные динамические системы в банаховом пространстве», стал кандидатом физико-математических наук.
В 1960 году профессор Н. Н. Красовский создал кафедру вычислительной математики, Шолохович Ф. А. работал на этой кафедре. В 1963 году, став заведующим кафедрой, руководил подготовкой двух кандидатских диссертаций. В 1963—1975 годах был заведующим кафедрой вычислительной математики Уральского государственного университета; с 1965 по 1968 годах был деканом математико-механического факультета Уральского государственного университета. Был руководителем Вычислительного центра Уральского государственного университета в 1975—1985 годах. При центре им была организована лаборатория «Орбита», разработавшая программное обеспечение тренажеров для космонавтов по заказу фирмы «Энергия».
В 1981 году был удостоен звания профессора кафедры вычислительной математики, был заведующим кафедрой вычислительной математики Уральского государственного университета в 1982—1996 годах. В 1999—2009 годах был профессором в Уральском институте экономики, управления и права, читал курс «Математический анализ».
Фридрих Акимович являлся действительным членом Академии информатизации образования, почётный профессор Уральского института управления, экономики и права.
Скончался 6 июня 2009 года. Урна с прахом захоронена в колумбарии на Ваганьковском кладбище, в одной нише с прахом супруги Ираиды Михайловны Шолохович (23.10.1923—10.03.2009) и сына Владимира Фридриховича Шолоховича (09.12.1947—13.03.1997).

## Вклад в науку
В его диссертации было доказательство почти периодичности решений линейного дифференциального уравнения с вполне непрерывным производящим оператором. Позднее Ф. А. Шолохович стал одним из основателей нового научного направления в области исследования управляемости систем с распределенными параметрами. Он первый указал на отсутствие традиционной управляемости в бесконечномерных системах.
При нём получил развитие Вычислительный центр Уральского государственного университета.
Уделяя большое внимание учебно-методической работе, Ф. А. Шолохович написал свыше 10 учебных пособий; учебник, изданный в 1997 году, по высшей математике был переиздан в 1999 году (с дополнением В. В. Васина).

## Высказывания
«Я убеждён, что трудовые достижения миллионов людей невозможно объяснить только страхом репрессий. Большинство народа любило свою Родину, гордилось её завоеваниями, верило в правоту, историческую предопределённость социалистического строя».
«Советская пропаганда каждый день воспитывала в людях, особенно у молодёжи, чувство товарищества, патриотизм, отсутствие зависти, корыстолюбия. В стране не было такого, как нынче, дикого расслоения, большинство людей жило одними и теме же заботами, и это сплачивало, объединяло народ».
«В советское время среднее и высшее образование были на очень высоком уровне. Сейчас этот уровень резко упал, систему образования заразили казёнщиной, бездумным запоминанием фактов. Многие ребята нынче учатся без интереса к предметам, их волнует только, как бы умудриться сдать экзамены и устроиться работать на прибыльное местечко. К счастью, наш математико-механический факультет в целом пока держит марку, здесь большая часть студентов явно заинтересована в том, чтобы серьёзно изучать математику. Нам пока удается не снижать требований в отличие от некоторых вузов».

## Награды
Фридрих Акимович за свои заслуги был неоднократно награждён:
- 1943 — медаль «За отвагу» (08.09.1943);
- 1944 — медаль «За боевые заслуги» (02.11.1944);
- 1945 — орден Красной Звезды (дважды) (07.03.1945, 23.04.1945)[7];
- 1945 — медаль «За взятие Кенигсберга»;
- медаль «За победу над Германией в Великой Отечественной войне 1941—1945 гг.»;
- медаль «За доблестный труд. В ознаменование 100-летия со дня рождения В. И. Ленина»;
- 1979 — премия Минвуза СССР «за заслуги в реорганизации Вычислительного центра»;
- 1980 — орден Отечественной войны I степени;
- 1992 — премия Уральского государственного университета за учебно-методическую работуати;
- 1997 — знак «Почётный работник высшего профессионального образования Российской Федерации»;
- 2005 — премия Уральского государственного университета за учебники «Основы высшей математики» и «Высшая математика в кратком изложении» совместно с Васиным В. В.;